# Jervis Drummond
Jervis Éarlson Drummond Johnson (Limón, 1976. szeptember 8. –) Costa Rica-i válogatott labdarúgó.
A Costa Rica-i válogatott tagjaként részt vett a 2002-es és a 2006-os világbajnokságon, a 2001-es Copa Américán, illetve az 1998-as, a 2002-es és a 2007-es CONCACAF-aranykupán.

## Sikerei, díjai
Deportivo Saprissa
- Costa Rica-i bajnok (9): 1997–98, 1998–99, 2003–04, 2005–06, 2006–07, 2007 Invierno, 2008 Verano, 2008 Invierno, 2010 Verano
- CONCACAF-bajnokok ligája (1): 2005
- UNCAF-klubcsapatok kupája (2): 1998, 2003
- FIFA-klubvilágbajnokság (1): 2005

Costa Rica
- CONCACAF-aranykupa döntős (1): 2002